# Adolf Leopold Björck
Adolf Leopold Björck, född 13 oktober 1816 i Göteborg, död 23 juni 1893 i Sexdrega, var en svensk publicist. Han var bror till Albert Björck, publicist. 
Björck blev student vid Uppsala universitet 1832 och ägnade sig därefter åt utforskande av medlen för lantbrukets förbättring samt åt studium av detta ämnes hjälpvetenskaper. Med ett litet understöd av allmänna medel besökte han 1844 några lantbruksskolor i Tyskland och utarbetade efter hemkomsten en ännu ej utgiven lärobok i lantbruk. 1846 ingick han som medarbetare i Post- och Inrikes tidningar, där han 1856 övertog chefskapet. Som redaktör och utgivare för tidningen, vilkens format han utvidgade, visade han mycken publicistisk takt samt deltog lidelsefritt och belysande i diskussionen kring dagsaktuella frågor, i synnerhet de kommunala. Sedan han 1865 frånsade sig all befattning med nämnda tidning, yttrade han sig genom åtskilliga artiklar (företrädesvis i Nya dagligt allehanda) i frågor rörande skol-, mynt-, bank- och fängelseväsendet samt om brott och straff med mera. Björck avled, sinnessjuk, genom drunkning i Ätran, nära Sexdrega, 23 juni 1893.